# Kitzbühelske Alpe
Kitzbühelske Alpe (nemško Kitzbüheler Alpen ali Kitzbühler Alpen) so gorovje Centralno vzhodnih Alp, ki obdaja mesto Kitzbühel na Tirolskem v Avstriji. Geološko so del območja zahodne kristalinske cone (grauwacke cona).

## Lega
Dve tretjini Kitzbühelskih Alp leži v avstrijski deželi Tirolski, preostala tretjina pa v deželi Salzburg. Dolge so približno 80 kilometrov od vzhoda do zahoda in široke 25 do 35 km. Segajo od doline Zillertal in Tuxerskih Alp na zahodu, do reke Saalach in Zell am Seeja ob jezeru Zell na vzhodu. Južno mejijo na Zillertalske Alpe in pogorje Visoke Ture na drugi strani reke Salzach, na severu pa na reko Inn in Severne apneniške Alpe.
Meja regije poteka po dolini reke Salzach preko Zell am Seeja, kjer Salzach zavije proti severu, do Saalfeldna. Njegova severna meja poteka od vzhoda do zahoda od kotline Saalfelden po dolini Leoganger Ache do prelaza Grießen in od tam skozi dolino Pillersee, Leukental in Sölllandl do Wörgla in Kufsteina. Njegovo severozahodno mejo tvori dolina Inna med Wörglom in Jenbachom.
Kitzbühelske Alpe deli Kitzbüheler Ache na Glemmtalske Alpe na vzhodu (Salzburg) in Kelchsauske Alpe na zahodu. Najvišji vrh v Kitzbühelskih Alpah je Kreuzjoch na jugozahodu gorskega območja severozahodno od Gerlosa z 2558 metri nadmorske višine . Splošna višina vrhov se postopoma spušča od približno 2500 m na zahodu do približno 2000 m na vzhodu. 
Kitzbühelske Alpe najdemo v regijah St. Johann na Tirolskem, v Kitzbühelu in okolici, Pillerseetal, Brixental, Wildschönau in Alpbach.
Turistična regija Kitzbühelske Alpe pokriva le del geografskih Kitzbühelskih Alp.
Kitzbühelske Alpe imajo razmeroma malo robustnih vrhov in so zelo primerne za pohodništvo in smučanje. Na območju Tirolske in Salzburga je na območju več velikih smučišč. Pogorje Dienten je geološko povezana razširitev gora proti vzhodu. Greben Pinzgau (Pinzgauer Höhenweg) poteka skozi obe območji v smeri vzhod-zahod. Veliko smučarskih prog in grebenska pot Saalachtaler Höhenweg poteka skozi Kitzbühelske Alpe.

## Sosednja pogorja
Pogorja, ki obdajajo Kitzbühelske Alpe, so:
| - Kaisergebirge - Loferer Steinberge - Leoganger Steinberge | - Salzburške kristalinske Alpe - Glocknergruppe - Granatspitzgruppe | - Venedigergruppe - Zillertaler Alpen / Alpi Aurine | - Tuxer Alpen ali Tuxer Voralpen - Brandenberger Alpen |

## Geologija
Kitzbühelske Alpe spadajo v območje grauwacke cone ('sivkasta droba') in so v glavnem sestavljene iz skrilavca in filita. Profili vrhov in krnic so razmeroma gladki; njihova pobočja so večinoma zelena s številnimi alpskimi travniki (Almwiesen). Kljub temu se pojavljajo kamnite tvorbe apnenca in dolomita, npr. na Großer Rettenstein.
V zahodnem delu Kitzbühelskih Alp večina dolin poteka v smeri sever-jug; na vzhodu so pretežno usmerjene vzhod-zahod. Razlog za to je presenetljiv vzdolžni jarek reke Salzach. Ta tako imenovani prelom severnega roba Tur (Tauernnordrand-Störung) je imel med alpskim gubanjem pomembno vlogo in še danes tvori izrazito pokrajinsko in geološko mejo s tri tisočaki Visokih Tur.
Zahodna meja gorskega območja je petrografsko manj jasna, saj tu prehod na kremenaste filite ni jasen. Nasprotno pa je na severozahodu in severu (dolina Inna blizu Schwaza, Brixental in Steinernes Meer) razlika med nežno nagubanim skrilavcem in apnenčasto in dolomitno kamnino apnenčastih Alp vidno opazna.
Glavne kamnine Kitzbühelskih Alp se glede na starost razdelijo v dve skupini po starosti, starejše verjetno spadajo v ordovicijsko periodo. Na primer, globok podzemni kompleks skrilavca Wildschönau je dokaj enoten in sploh nima fosilov, le vulkanske sedimente. Nad njim leži šibka metamorfozirana vulkanska kamnina, debela do 600 metrov, sestavljena iz kremenčevih porfiroidov in tufov, predvsem na zahodu (Hohe Salve, Hahnenkamm in Wildseeloder).
Nad porfiroidi ležijo različne vodoravne grede skrilavca iz obdobja silurja, ki so na vrhu pogosto glineno-peščene. V bližini samega Kitzbühela lahko najdemo tudi silurske apnence, zahodno pa siv, grobozrnat schwarz dolomit, ki se proti vzhodu, blizu Leoganga, spremeni v spielbergov dolomit. Zastopano je tudi obdobje po varikanu, z rotliegendes (rdeči skrilavci) in debelimi peščenjaki iz permoskytha. Vse te zaporedne plasti območja so se verjetno - skupaj s tistimi iz severnih apneniških Alp - v času alpidske orogeneze prevrnile na severni rob Alp iz območja nalaganja daleč na jug.

## Turizem
Kitzbühelske Alpe so zelo priljubljena turistična lokacija. Poleg neštetih urejenih alpskih pašnikov in hotelov je tudi veliko planinskih koč, ki pripadajo različnim alpskim klubom.

## Najvišji vrhovi
Najvišji vrhovi so skoncentrirani v jugozahodni vogal in dosegajo precej skromnih 2500 m, najvišji pa je Kreuzjoch na 2558 metrih nadmorske višine. Približno v središču gorovja leži znamenito smučišče Kitzbühel, prizorišče tekme Hahnenkamm, ene najbolj spektakularnih in najbolj znanih smučarskih tekem na svetu.
Najvišji vrhovi v območju so (glede na višino nad morjem):
| - Kreuzjoch, 2558 m. - Torhelm, 2494 m. - Salzachgeier, 2469 m. - Aleitenspitze, 2449 m. - Schafsiedel, 2447 m. - Kröndlhorn, 2444 m. - Großer Galtenberg, 2424 m. | - Geißstein, 2.366 m. - Großer Rettenstein, 2362 m. - Großer Beil, 2309 m. - Sonnenjoch, 2287 m. - Wildkogel, 2224 m. - Kleiner Rettenstein, 2216 m. - Steinbergstein, 2215 m. | - Gamshag, 2178 m. - Wiedersberger Horn, 2127 m. - Wildseeloder, 2119 m. - Schattberg, 2097 m. - Brechhorn, 2032 m. - Kitzbühler Horn, 1996 m. - Schmittenhöhe, 1965 m. | - Wildkarspitze, 1961 m. - Gratlspitze, 1899 m. - Schatzberg, 1898 m. - Hohe Salve, 1828 m. - Roßkopf, 1731 m - Hahnenkamm, 1712 m. - Pölven, 1595 m. |

## Galerija
- Salzachgeier, 2469
- Pogled iz Salzachgeierja čez Kelchsau Alpe
- Kitzbüheler Horn
- Spielberghorn z juga